# Chytroglossa paulensis
Chytroglossa paulensis es una especie de orquídea con hábitos de epifita, originaria de Brasil.

## Descripción
Es una orquídea de pequeño tamaño con hábitos de epifita con pequeños pseudobulbos muy juntos, que llevan 2 hojas, apicales, erectas, linear-lanceoladas, acuminadas. Florece a finales del invierno y principios de primavera en a menudo más de una inflorescencia, fractiflexa, erecta, más corta o igual que la longitud de las hojas, de 7 cm de largo, con 10 flores con brácteas florales cordadas, triangulares, agudas, minuciosamente denticuladas.

## Distribución y hábitat
Se encuentra en Sao Paulo en Brasil.

## Taxonomía
Chytroglossa paulensis fue descrita por Gustaf Edwall   y publicado en Revista do Centro de Sciencias, Letras e Artes de Campinas 2: 195.  1903.
Etimología
Chytroglossa: nombre genérico que procede de la latinización de dos palabras griegas: χύτρος (khýtros), que significa "olla" o "pote" y γλώσσα, que significa "lengua", refiriéndose a la concavidad existente en el labelo de sus flores.
paulensis: epíteto  geográfico que alude a su localización en Sao Paulo-